# Nephodia marginata
Nephodia marginata är en fjärilsart som beskrevs av W. Warren 1906. Nephodia marginata ingår i släktet Nephodia och familjen mätare. Inga underarter finns listade i Catalogue of Life.